# Alessandra Ambrosio
Alessandra Ambrosio  (n. 11 aprilie 1981, Erexim, Rio Grande do Sul, Brazilia) este un top fotomodel brazilian, de origine italo-poloneză. Ea este considerată ca Elite Model Group.